# Języki tyrreńskie

Lokalizacja języków tyrreńskich

Języki tyrreńskie (od gr. Tyrrenoi „Etruskowie”) – zaproponowana w 1998 r. przez Helmuta Rixa hipotetyczna rodzina językowa, w skład której miałyby wchodzić wymarłe już języki: etruski, lemnijski oraz retycki.
Rix datuje istnienie prajęzyka rodziny na ok. 1000 r. p.n.e. Niektórzy podejrzewają, że przedgreckie języki Cypru i Krety (m.in. minojski, eteokreteński i eteocypryjski) mogły również należeć do tej rodziny.
O ile panuje zgoda co do związku trzech pierwszych, o tyle status ostatnich z powodu braku wystarczającego materiału porównawczego należy uznać za nieokreślony. Niektórzy językoznawcy wyłączają przedgreckie języki Krety i Cypru spośród języków tyrreńskich, łącząc je w rodzinie języków egejskich, jeszcze inne opracowania łączą je z językami semickimi (np. Cyrus Gordon).
Część językoznawców uważa, że języki tyrreńskie (wraz z egejskimi lub bez nich) i języki indoeuropejskie wywodzą się ze wspólnego prajęzyka indo-tyrreńskiego. Hiszpański językoznawca Jorge Alonso zasugerował, że rodzina ta może być spokrewniona z baskijskim.